# 1902 en Australie
Chronologie de l'Australie
- 1898
- 1899
- 1900
- 1901
- 1902
- 1903
- 1904
- 1905
- 1906

Cette page concerne les évènements survenus en 1902 en Australie  :

## Évènement
- Sécheresse de la Fédération (en) : nom donné à une période prolongée de sécheresse qui s'est produite à l'époque de la Fédération en 1901. Bien que l'on pense souvent qu'il s'agit d'une longue sécheresse, jusqu'à l'année sèche record de 1902, la période était en fait constituée d'un certain nombre de périodes très sèches entrecoupées de temps plus humide. Les conditions sèches se sont progressivement établies à la fin des années 1890 et plusieurs zones sèches se sont réunies pour créer le résultat final d'une sécheresse couvrant plus de la moitié du continent.
- 1er janvier : Meurtre de Bertha Schippan (en).

## Arts et littérature
- An Australian Girl in London (en) roman de Louise Mack.
- James White (en) remporte le prix Wynne avec sa sculpture en bronze In Defence of the Flat.
- 17 septembre :  La chanteuse d'opéra Nellie Melba arrive à Brisbane pour sa première tournée australienne après 16 ans passés en Europe.

## Sport
- Saison 1901-1902 de l'équipe anglaise de cricket en Australie (en)
- Équipe australienne de cricket en Angleterre en 1902 (en)
- Équipe australienne de cricket en Afrique du Sud en 1902-1903 (en)
- Saison 1902 de la Metropolitan Rugby Union (en) (rugby à XV)
- Saison de 1902 de football australien (en)

### Création de club
- Doncaster Football Club (en)
- East Perth Football Club (en)
- Hawthorn Football Club
- South Warrnambool Football Club (en)

## Naissance
- Vic Armbruster (en), footballeur.
- Dan Dempsey (en), footballeur.
- Vince Gair (en), personnalité politique.
- Leslie Herron (en), juriste.
- Alan Marshall (en), écrivain.
- Albert Namatjira, peintre.
- Christina Stead, écrivaine.

## Décès
- George Leake (en), premier-ministre.
- Breaker Morant, poète, cavalier et soldat.
- Frederick William Piesse (en), personnalité politique.